# Miniere di Rammelsberg
Le Miniere di Rammelsberg sono un Patrimonio dell'umanità dell'UNESCO che si trova nei pressi della città di Goslar, in Germania, in un sito che è stato sfruttato per l'estrazione mineraria per un periodo di oltre 1000 anni. Il Rammelsberg è una collina la cui vetta si eleva per 636 metri al di sopra del livello del mare.

## Storia

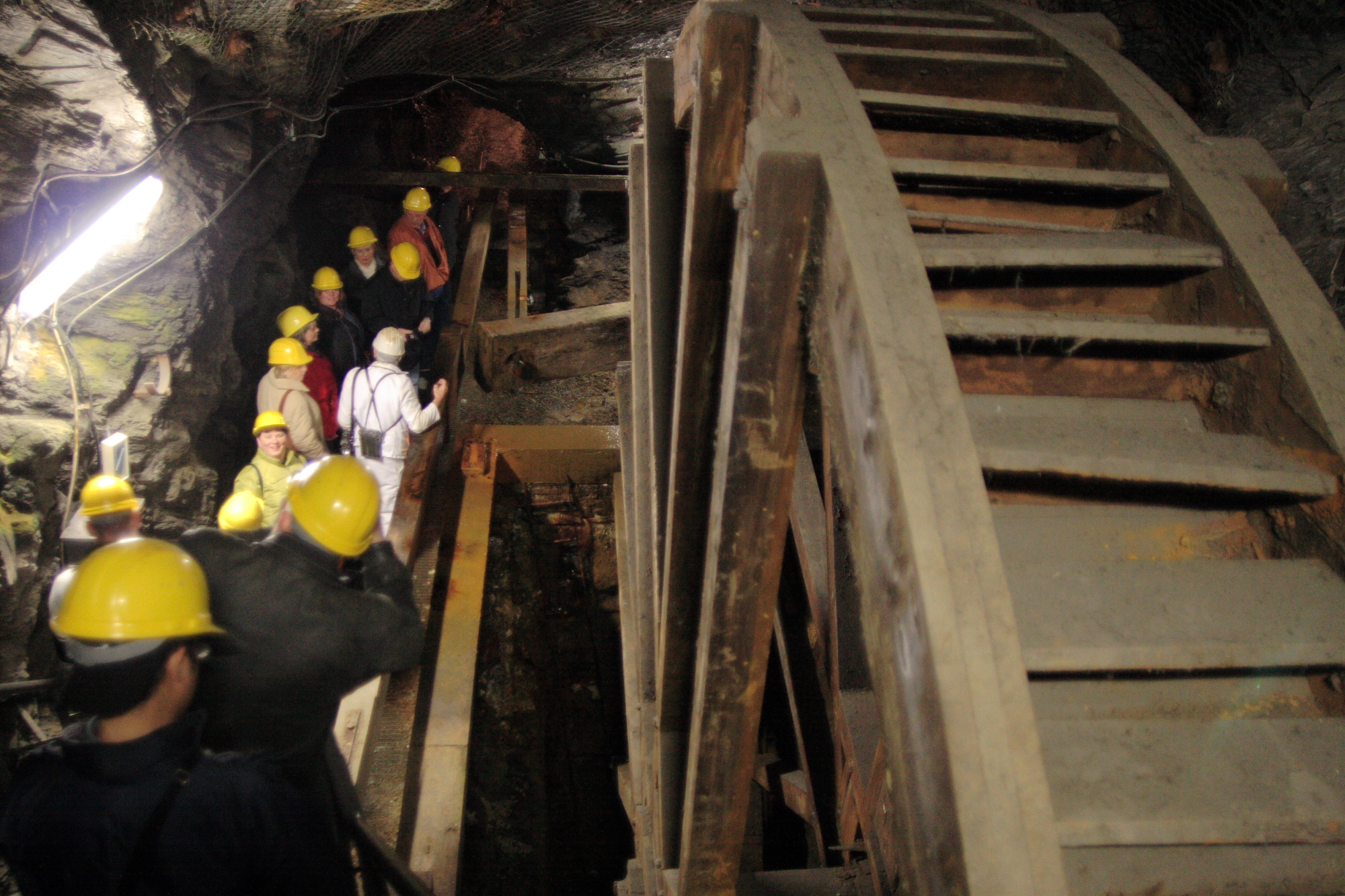
Un mulino ad acqua sotterraneo, parte del museo della miniera

La storia mineraria del Rammelsberg è un processo più o meno continuo avvenuto in più fasi. Recenti ritrovamenti archeologici effettuati a Düna (nei pressi di Osterode am Harz) suggeriscono che l'estrazione mineraria sia iniziata 6 o 7 secoli prima di quanto si credesse finora. È stato infatti ritrovato un antico insediamento risalente al III o IV secolo ad una quarantina di chilometri a sud del Rammelsberg, contenente alcuni strumenti che servivano a fondere i metalli nell'era pre-industriale; cosa più importante, sono stati ritrovati anche residui di minerale, la cui composizione chimica lo identifica come proveniente dalla miniera del Rammelsberg.
Ma le miniere vennero menzionate per la prima volta  da Vitichindo di Corvey nella sua Storia dei Sassoni nel 968 e usate dagli imperatori come una delle basi del loro potere (espressa anche dall'erezione del palazzo imperiale di Goslar).
Inizialmente possedimento imperiale (il che spiega il trasferimento del palazzo imperiale da Werla a Goslar), la città passò nelle mani dei minatori tra il 1360 e il 1460. Nel XVI secolo, i duchi di Brunswick riuscirono ad assicurarsi il possesso delle miniere dopo molte battaglie (Trattato di Riechenberg).
I nazisti considerarono le miniere di metallo del Rammelsberg una fonte strategica di approvvigionamento (il trattamento degli sterili fu tecnicamente risolto con il processo di flottazione) e ampliarono le miniere con grandi spese nell'ambito del loro "Programma quadriennale". È nell'ambito di questo progetto di Rammelsberg che nel 1936-1937 sono stati costruiti gli attuali impianti, la colonna di lavorazione e il pozzo di accesso. Gli architetti, Fritz Schupp e Martin Kremmer, si erano già fatti un nome con altri progetti minerari (ad esempio le miniere di carbone dello Zollverein, oggi patrimonio mondiale dell'UNESCO). 

## Ricerche minerarie
Inizialmente qui si estrasse argento, più tardi rame ed infine piombo. Le miniere si esaurirono solo negli anni ottanta del XX secolo e vennero definitivamente chiuse nel 1988.
Il minerale conteneva circa il 14% di zinco, il 6% di piombo, il 2% di rame, 1400 grammi per tonnellata di argento e un grammo per tonnellata di oro. Nel corso della sua storia dalla montagna sono state estratte circa 27 milioni di tonnellate di minerale.

## Il museo
Dopo che le miniere sono state chiuse dalla Preussag nel 1988, è stato qui allestito un museo con lo scopo di conservare le testimonianze del passato e di mostrare la storia delle miniere e il loro equipaggiamento, sia antico che moderno.